# 阔基鳞果星蕨
阔基鳞果星蕨（学名：Lepidomicrosorium latibasis），为水龙骨科鳞果星蕨属下的一个种。

## 扩展阅读
維基物種上的相關：阔基鳞果星蕨